# Руквуд, Амброз
Амброз Ру́квуд (англ. Ambrose Rookwood; примерно 1578 — 31 января 1606, Лондон, Королевство Англия) — английский рекузант, участник Порохового заговора. Бежал из Лондона после ареста Гая Фокса и предупредил остальных заговорщиков. Позже был схвачен в Стаффордшире, приговорён к смерти и подвергнут казни через повешение, потрошение и четвертование. В мини-сериале «Порох» Руквуда сыграл Джозеф Рингвуд.

## Биография
Амброз Руквуд родился примерно в 1578 году в семье Роберта Руквуда и его второй жены Доротеи Друри, дочери сэра Уильяма Друри. Он стал вторым сыном; в первом браке его отца, с Бриджит Кемп, родились четверо сыновей, но все они рано умерли. Руквуды, богатая землевладельческая семья из Саффолка с 300-летней историей, сохранили свою приверженность католицизму, из-за чего были на плохом счету у властей. Двоюродный брат Амброза, Эдуард Руквуд, из-за своей веры провёл в тюрьме 10 лет, и родители Амброза тоже не раз оказывались в заключении. Две его единокровных сестры стали монахинями, старший брат Генри — монахом-францисканцем. Амброз вместе с братьями Робертом и Кристофером учился в иезуитском колледже в Сент-Омере. Во взрослой жизни он демонстрировал приверженность католичеству несмотря на риск, с которым было связано такое поведение.
В 1600 году, после смерти отца, Амброз унаследовал семейные владения. В начале 1601 года он участвовал в восстании графа Эссекса, из-за чего был арестован и провёл некоторое время в Ньюгейтской тюрьме, но серьёзных последствий для него это не имело.
В конце сентября 1605 года лестерширский землевладелец Роберт Кейтсби (тоже католик и в прошлом тоже сторонник Эссекса) предложил Руквуду примкнуть к заговору, известному впоследствии как Пороховой. Этот заговор существовал уже достаточно давно, но теперь из-за нехватки денег, людей и оружия было решено привлечь новых участников. Кейтсби рассказал о планах взорвать Вестминстерский дворец вместе с королём и парламентом, а потом поднять восстание и возвести на престол принцессу Елизавету. Руквуд понадобился заговорщикам из-за его отличной конюшни в Колдхэм-холле (кони были необходимы для организации мятежа). Примерно за год до этого разговора он снабдил Кейтсби и его товарищей порохом, предполагая, что тот предназначен для полка Уильяма Стэнли, состоявшего из английских католиков и служившего испанской короне в Нидерландах.
Предположительно жена Руквуда была двоюродной сестрой одного из заговорщиков, Роберта Кейса. Это может означать, что Руквуд уже подозревал о существовании заговора. Узнав о планируемом взрыве, он испугался за католических лордов, но Кейтсби пообещал, что «друзей истинной религии» в парламент не пустят под обманными предлогами. Иезуиты, по словам Кейтсби, одобрили его план, и эта ложь окончательно успокоила Руквуда. Он согласился присоединиться к заговору, вскоре арендовал Клоптон-хаус недалеко от Стратфорда и переехал туда. С собой Руквуд взял католическую утварь — чаши, распятия, облачения, чётки для молитвы, а также латинские книги.